# Ruhakana Rugunda
Ruhakana Rugunda, född 7 november 1947, är en ugandisk politiker för NRM och tillträdde som Ugandas premiärminister den 14 september 2014. Han efterträddes av Robinah Nabbanja.